# Mansão do Governador do Mississippi
A Mansão do Governador do Mississippi é a residência oficial do governador do Mississippi, que atualmente é Tate Reeves. Está localizada no centro de Jackson, Mississippi, ao sul do Capitólio Estadual do Mississippi, no extremo sul do Smith Park. Concluída em 1841 com um projeto do arquiteto estadual William Nichols, é a segunda residência de governador mais antiga em uso ativo no país e um exemplo proeminente da arquitetura neogrega. Foi designada um Marco Histórico Nacional em 1975, e foi declarada um Marco do Mississippi em 1985.

## Descrição
A Mansão do Governador do Mississippi está localizada três quarteirões ao sul do Capitólio Estadual do Mississippi, em 2,4 acre(s)s (0,97 ha) que ocupam um quarteirão inteiro da cidade, delimitado pelas ruas East Amite, North Congress, East Capitol e North West. Sua entrada formal é orientada para o sul em direção à East Capitol Street, enquanto uma entrada secundária fica de frente para o norte em direção ao Smith Park, o parque público mais antigo de Jackson, que ocupa o próximo quarteirão da cidade ao norte. É uma estrutura de alvenaria de dois andares pintada de branco, basicamente retangular em planta. Sua fachada frontal tem cinco vãos de largura, cada vão articulado por pilastras com capitéis enrolados; vãos nas elevações laterais são separados por pilastras duplas. O vão central é maior e é fronteado por um pórtico semicircular de dois andares apoiado por quatro colunas. Um entablamento completo circunda o edifício, terminando em uma cornija dentada abaixo da linha do telhado. A entrada traseira, situada na parte de trás de uma moderna abóbada de dois andares, é protegida por um pórtico de templo grego de um andar com quatro colunas, entablamento e frontão de empena.
O interior do bloco principal original da mansão contém muitas características originais, embora também haja elementos que foram reproduzidos, um produto de trabalho de restauração após mudanças incompatíveis feitas no edifício nos séculos XIX e XX. A entrada principal leva a um vestíbulo octogonal com nichos de escultura em quatro paredes, entradas para salas nas laterais e passagem para a escada principal na parte de trás. A ala moderna na parte de trás da casa oferece comodidades para a família do governador e serve como seus aposentos.

## História
A mansão foi projetada por William Nichols, então em sua qualidade como arquiteto estadual. Nichols estava ao mesmo tempo supervisionando a construção do que é hoje o Antigo Capitólio Estadual do Mississippi. A construção foi iniciada em 1839 e concluída em 1841; seu primeiro ocupante foi o governador Tilghman Tucker em 1842. Tem sido usada continuamente desde então como residência do governador, exceto durante períodos de renovação; a única residência mais antiga do governador de uso mais longo é a Mansão Executiva da Virgínia.
Durante a década de 1860, o edifício foi equipado com iluminação a gás, o que resultou em danos à madeira e ao gesso, e alguns dos seus arredores de lareira de madeira foram substituídos por mármore. No início do século XX, houve conversas sobre a substituição da mansão, mas o estado decidiu, em vez disso, renovar e ampliar a estrutura. Uma adição de dois andares foi feita na parte traseira em 1908-09, encanamento foi adicionado ao bloco principal e a escada principal foi reconstruída para acomodar o acesso à adição. Na década de 1970, ele novamente precisou de uma grande reforma, devido em parte ao suporte inadequado para a adição de 1908. Ele foi demolido e uma nova e maior adição de estrutura de aço foi feita. O interior do bloco principal passou por alguma restauração para trazê-lo de volta à sua aparência original do início do século XIX, incluindo a remoção de canos visíveis, ao mesmo tempo em que adicionou conveniências modernas, como ar condicionado.

## Visitação
A mansão está aberta para visitas guiadas gratuitas na maioria das manhãs de terça a sexta-feira, a menos que haja funções oficiais ou outros usos do edifício programados. Certos tipos de organizações educacionais sem fins lucrativos podem realizar eventos na mansão; uma taxa é cobrada.